# Kuní hora
Kuní hora (původně Schreiberberg, Písařka) je vrchol o nadmořské výšce 926 m v České republice, ležící v Novohradských horách, 1,5 km jihozápadně od Hojné Vody. Je čtvrtým nejvyšším vrcholem okresu České Budějovice. Od sousední Kraví hory (962 m) na severovýchodě je oddělena výrazným sedlem. Jedná se o jednu z dominant severní části pohoří. Je nejzápadnějším a nejnižším vrcholem takzvané Dobrovodské skupiny (dále do ní patří Kraví hora a Vysoká), která je velmi výrazná při pohledu z Novohradského podhůří či Lišovského prahu, protože je na severu oddělena zlomovým svahem vysokým cca 300 m. Na vrcholu a na severním svahu se nachází četné žulové skalní útvary vytvořené mrazovým zvětráváním a odnosem, které byly intenzivní v chladných obdobích pleistocénu a v menší míře pokračují i v současnosti.

## Geologická charakteristika

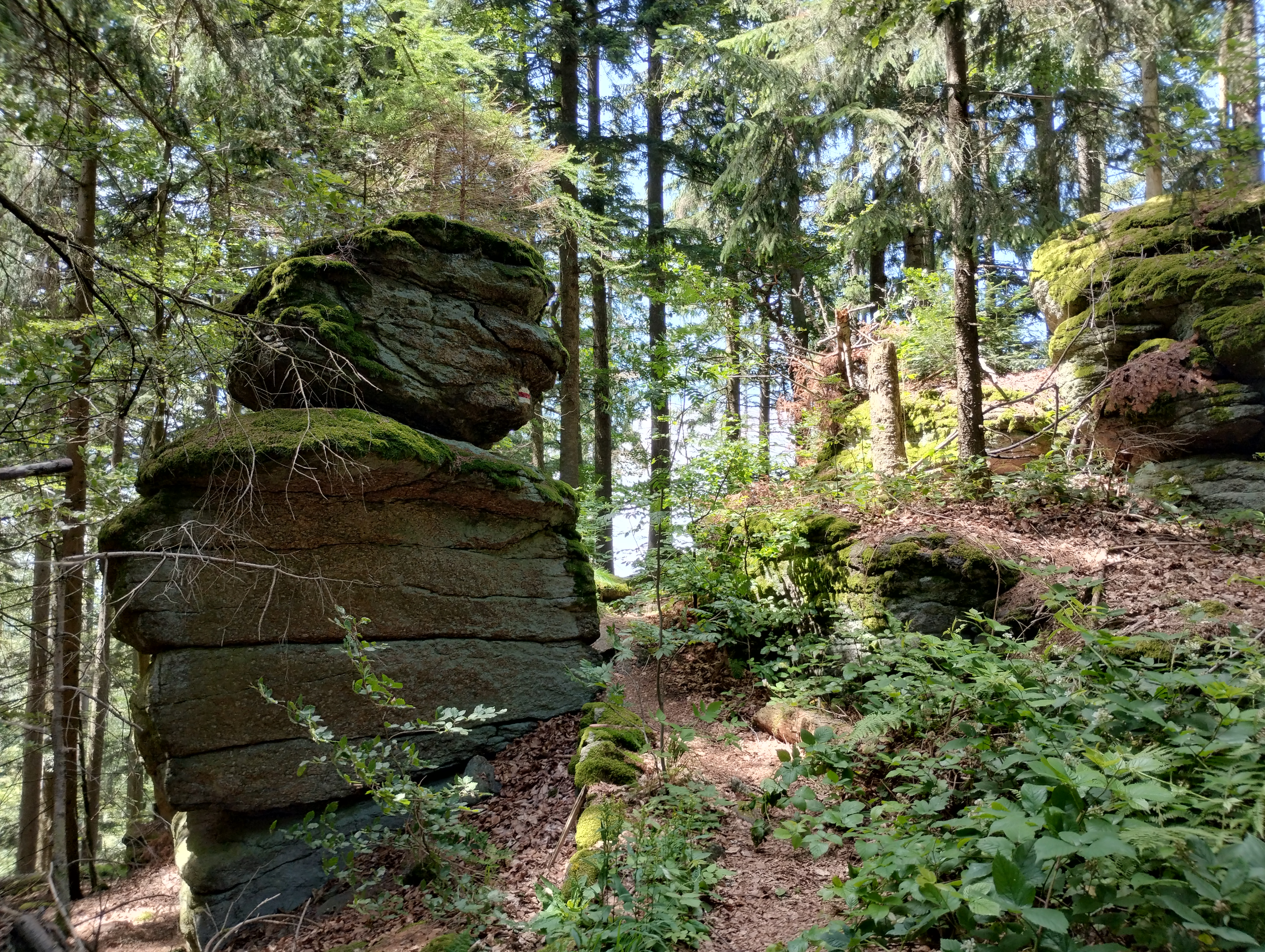
Skály u vrcholu

Kuní hora má podobu kuželovitého vrchu se dvěma vrcholy a se zaobleným vrcholovým hřbetem o délce 430 m ve směru S – J. Severní vedlejší vrchol má výšku 912 m n. m., jižní hlavní vrchol má výšku 926 m n. m., sedlo mezi nimi je ve výšce 892 m n. m. Oba vrcholy jsou tvořeny kryoplanačními plošinami, nad nimiž se zvedají menší izolované skály (vysoké 4–6 m) a vybíhají z nich skalní hradby – nejvýraznější z nich (rozměry 70 × 20 × 15 m) vybíhá z východní části severního okraje kryoplanační plošiny hlavního vrcholu směrem na sever. Na příkrém severozápadním až severním svahu Kuní hory (do nadmořské výšky 750 m n. m.) se hojně vyskytují mrazové sruby vysoké až 10 m a dále se na severním svahu nachází výrazné kamenné moře o rozměrech 560 × 330 m. Na Kuní hoře se také vyskytuje 6 skalních mis – 4 na severním vrcholu a 2 na jižním vrcholu.

## Biogeografie, vodstvo
Jedná se o zalesněnou horu, převažující dřevinou je smrk ztepilý, s příměsí buku a javoru klenu. Skalnaté vrcholy Kuní hory byly dříve porostlé jalovcem a jižní svah byl využíván až do 60. let 20. století jako pastvina, poté zde byla vysázena smrková monokultura, která způsobila postupné vyhynutí jalovce.
Na jihozápadním úpatí Kuní hory v nadmořské výšce 800 m n. m. pramení Svinenský potok, na jihovýchodním úpatí pramení bezejmenný přítok Lužného potoka, který patří do pravostranných přítoků povodí řeky Černé, a na severozápadním úpatí pramení Bedřichovský potok, který je levostranným přítokem řeky Stropnice.